# Instalación industrial
Se entiende por instalación industrial al conjunto de medios o recursos necesarios para llevar a cabo los procesos de fabricación y de servicio dentro de un sistema de organización industrial.

## Alcance
La instalación industrial comprende:
- El edificio industrial.
- Las máquinas o bienes de equipo.
- Las instalaciones específicas.
  - Instalaciones de almacenamiento y distribución (gases, líquidos, sólidos).
  - Instalaciones de generación, distribución y transformación eléctrica.
  - Instalaciones de agua (proceso y potabilización).
  - Instalaciones de frío industrial.
  - Instalaciones de climatización.
  - Instalaciones de aire comprimido.
  - Instalaciones de protección contra incendios.
  - Instalaciones de saneamiento.
  - Instalaciones de servicios para el personal (comedores, vestuarios).

Por lo que respecta al conjunto de la instalación en sí, dos aspectos deben considerarse:
- Su localización geográfica y los medios de comunicación disponibles.
- La distribución en planta de la instalación.

## Localización de Instalaciones
La localización de una instalación, representa un elemento fundamental que se ha de tomar en cuenta en el momento de planificar las futuras operaciones de cualquier empresa; debido a que representa el arreglo de los recursos y actividades dentro de cualquier organización; con la finalidad de evitar la acumulación de inventario de productos en proceso, las sobrecargas en los sistemas de manejo de materiales y las largas trayectorias que han de realizar para transportar los productos de un equipo a otro que influyen directamente en los costos totales de producción; y de esa forma contribuir con la eficiencia total de las operaciones de producción y de servicio.

## Factores que afectan a la localización de planta
Una buena localización de una instalación requiere de un estudio detallado de los factores que pueden afectar desde el punto de vista mundial, nacional, o departamental; debido a que la misma obedece al grado de desarrollo de las organizaciones, ya que mientras más grandes sean, más cuidadosos serán los estudios que se deben tomar en cuenta a la hora de ampliar sus operaciones. Partiendo de este criterio, los factores que intervienen en el estudio de ubicación de una instalación son las siguientes:
- Las fuentes de abastecimiento de materias primas: Ciertas empresas se localizan próximas a los lugares en los que se obtienen sus materias primas o sus proveedores; considerándose, para ellos, los siguientes aspectos: la disponibilidad y seguridad de suministro actual y futuro, el usos de posibles sustitutos, y la calidad y costos de los suministros.
- Los mercados: La localización de los clientes es un factor importante debido a que permite obtener una estrecha relación con los clientes. La localización de la competencia también forma parte de las consideraciones estratégicas que contemplan los servicios y sus competidores.
- Transporte: El lugar de la instalación, dependerá de los costos relativos de transporte de materias primas y productos terminados, desde y hasta los centros de distribución. En general, el costo de transporte es directamente proporcional a la distancia y al volumen de carga transportada, y en todo caso se debe tratar de que este costo sea el más bajo posible.
- La mano de obra: Aunque esté perdiendo peso en entornos productivos tecnológicamente desarrollados, suele seguir siendo uno de los factores importante en las decisiones de localización, sobre todo para empresas de trabajo intensivo.
- Los suministros básicos: Cualquier instalación necesita de suministros básicos como el agua y la energía, por ello es especialmente crítico en las plantas de fabricación.
- La calidad de vida: Es un factor apreciado y considerado por las empresas en la localización de instalaciones, pues influye en la capacidad de atraer y retener el personal, resultando más crítico en empresas de alta tecnología o en las dedicadas a la investigación.
- Las condiciones climatologías de la zona: El proceso productivo puede verse afectado por la temperatura, el grado de humedad, entre otros. Se incrementa costos por implementar calefacción y/o por retrasar la producción.
- El marco jurídico: Las normas comunitarias, nacionales, regionales y locales inciden sobre las empresas, pudiendo variar con la localización. Un marco jurídico favorable puede ser una buena ayuda para las operaciones, mientras que uno desfavorable puede entorpecer y dificultar las mismas.

Cada país presenta sus propias normas y restricciones jurídicas. Una empresa transnacional que tenga intenciones de extenderse hacia una nación específica, tiene que respetar los reglamentos y edictos gubernamentales propios de legislación; si existe un proceso productivo que viole en su infraestructura estas condiciones, evidentemente que todo esfuerzo de instalación sería inútil. 
- Los impuestos y los servicios públicos: La presión fiscal varía entre las diferentes localidades, si esta es alta reduce el atractivo de un lugar, tanto para las empresas como para los empleados. Pero, si las tasas son demasiado bajas pueden ser sinónimo de malos servicios públicos
- Las actitudes hacia la empresa: En general, las autoridades intentan atraer las empresas a sus dominios, ya que son fuente de riqueza, empleo y contribuciones fiscales. También cuenta la actitud de la comunidad, que puede no coincidir con la de las autoridades; siendo de conformidad o incomodidad.
- Los terrenos y la construcción: La existencia de terrenos donde ubicarse a precios razonables, así como los moderados costos de construcción, son factores adicionales a considerar y que pueden variar en función del lugar.
- Otros factores: Sin duda alguna, se podrían mencionar otros muchos factores que pueden influir en la localización, como la lengua, la cultura, la estabilidad política y social, la moneda, la estabilidad monetaria, entre otros.